# 小玉ダム
小玉ダム（こだまダム）は、福島県いわき市、二級河川・夏井川水系小玉川（こだまがわ）に建設されたダム。高さ102メートルの重力式コンクリートダムで、洪水調節・不特定利水・上水道・工業用水道・発電を目的とする、福島県営の多目的ダムである。ダム湖（人造湖）の名はこだま湖（こだまこ）という。

## 歴史
阿武隈高地に端を発し、いわき市で太平洋に注ぐ夏井川の水は、古くから農業用水や上水道用水として利用されており、また急な河川勾配を利用した水力発電所の建設も大正時代より行われてきた。しかし、1973年（昭和48年）・1978年（昭和53年）の夏は渇水で水不足が発生しており、さらに住宅地および工業団地の開発により上水道・工業用水道水への需要も高まっていた。一方、急流のため洪水による水害の被害も多く、用地確保の問題から河道拡幅による対策を講じることが困難であったことから、ダムによる洪水調節が最適と判断され、夏井川総合開発事業の一環として支流の小玉川に小玉ダムが建設されることとなった。
小玉川は長さ20キロメートル、流域面積72.6平方キロメートルの川で、阿武隈高地に端を発し、いわき市小川町中心市街地で夏井川へ合流している。農業用水の水源となっているほか、2か所の水力発電所も建設されている。かつての電力会社・平電力によって1931年（昭和6年）に小玉川第一発電所が、1935年（昭和10年）にはその上流で小玉川第二発電所がそれぞれ運転を開始し、現在はいずれも東北電力に継承されている。建設する小玉ダムは計画高水流量900立方メートル毎秒のうち680立方メートル毎秒を調節するほか、不特定利水容量を確保して既存の用水路の取水を安定化させるとともに、河川環境の保全を図る。また、いわき市向けに上水道用水として日量1万5,000立方メートル、好間工業団地向けに工業用水として日量1万1,000立方メートルの取水を可能にする。小玉川第一発電所は小玉ダムから最大3.89立方メートル毎秒の水を取り入れ、最大2,800キロワット、年間688万3,000キロワット時の電力量を発生する。小玉ダムの貯水容量に発電用水は配分されておらず、あくまでも小玉ダムからの利水放流を活用する水力発電所という位置づけである。
小玉ダム建設に向けての予備調査は1972年（昭和47年）に、実施調査は1975年（昭和50年）に開始された。用地取得ならびに補償に関しては1981年（昭和56年）に着手し、1983年（昭和58年）にダム建設を採択、同年度末にダム上下流地域との補償交渉が妥結した。工事はまず1984年（昭和59年）に市道の付替に着手し、1987年（昭和62年）に着工した仮排水路が1989年（平成元年）3月に竣工。同年8月には漁業権への補償が妥結となり、同年10月にダム本体工事が着工。同年12月よりダム基礎の掘削を開始し、1991年（平成3年）4月から1994年（平成6年）にかけてコンクリート打設を行い、1996年（平成8年）にダム本体工事竣工、1997年（平成9年）3月24日に竣工式が執り行われた。試験湛水は1995年（平成7年）11月から開始し、1997年5月にサーチャージ水位に到達。その後水位を常時満水位まで低下させ、同年7月の完了検査を経て、同年8月1日より小玉ダムの供用が開始された。総事業費は353億円。

## 周辺
JR磐越東線・小川郷駅から小玉川に沿って上流へと進み、いわき市出身の作家・草野心平の文学館（いわき市立草野心平記念文学館）を過ぎると、小玉ダムに至る。ダム周辺は広く開放されており、いくつかのゾーンごとに施設整備が行われている。ダム左岸の管理所周辺は施設ゾーンとしてダムの案内看板や記念碑、広場や公衆便所を配置し、高台は展望ゾーンとして整備された。ダム天端を渡って右岸には散策ゾーンおよび歴史と文化のゾーンを設け、60メートル四方の巨大な鬼の壁画が作られた。これは当地に伝わる鬼ヶ城山の伝説にちなむもので、坂上田村麻呂が鬼退治をしたといわれており、デザインは公募で選ばれた兵庫県神戸市在住のスウェーデン人が担当した。ダム湖の中ほどには左岸側にアスレチック遊具を配置したわんぱく遊びゾーンが、右岸側には炊事施設などを設けた野外活動ゾーンがある。上流は親水ゾーンとなっており、小玉川第二発電所や古いダムの遺構が残る。
小玉ダムの上流には小玉川第二発電所の取水ダムがある。磐越自動車道・いわき三和インターチェンジから福島県道66号小名浜小野線を北上し、小玉川を渡った先で右折すると小玉川第二発電所の取水ダムに至る。高さ15.15メートルの重力式コンクリートダムで、東北電力の発電用ダムであるが、「ダム便覧」には掲載されていない。1934年（昭和9年）、平電力が工費57万2,000円（当時）をもって起工、1935年に竣工した。幅6メートルのテンターゲート2門と排砂門を2門備える。ダムに貯えた水は導水路を通じて小玉川第二発電所に送水され、最大2,920キロワットの電力を発生する。

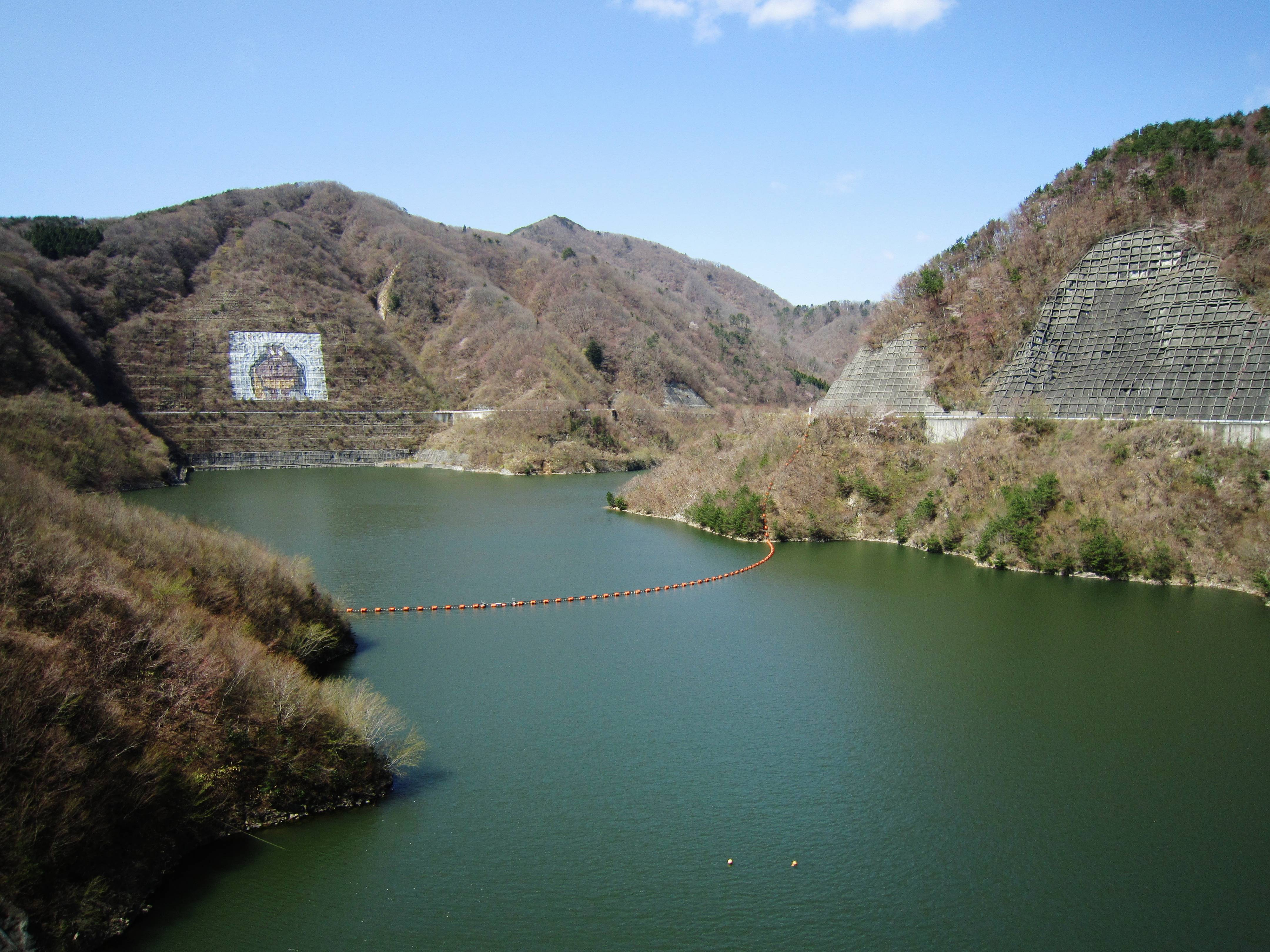
こだま湖
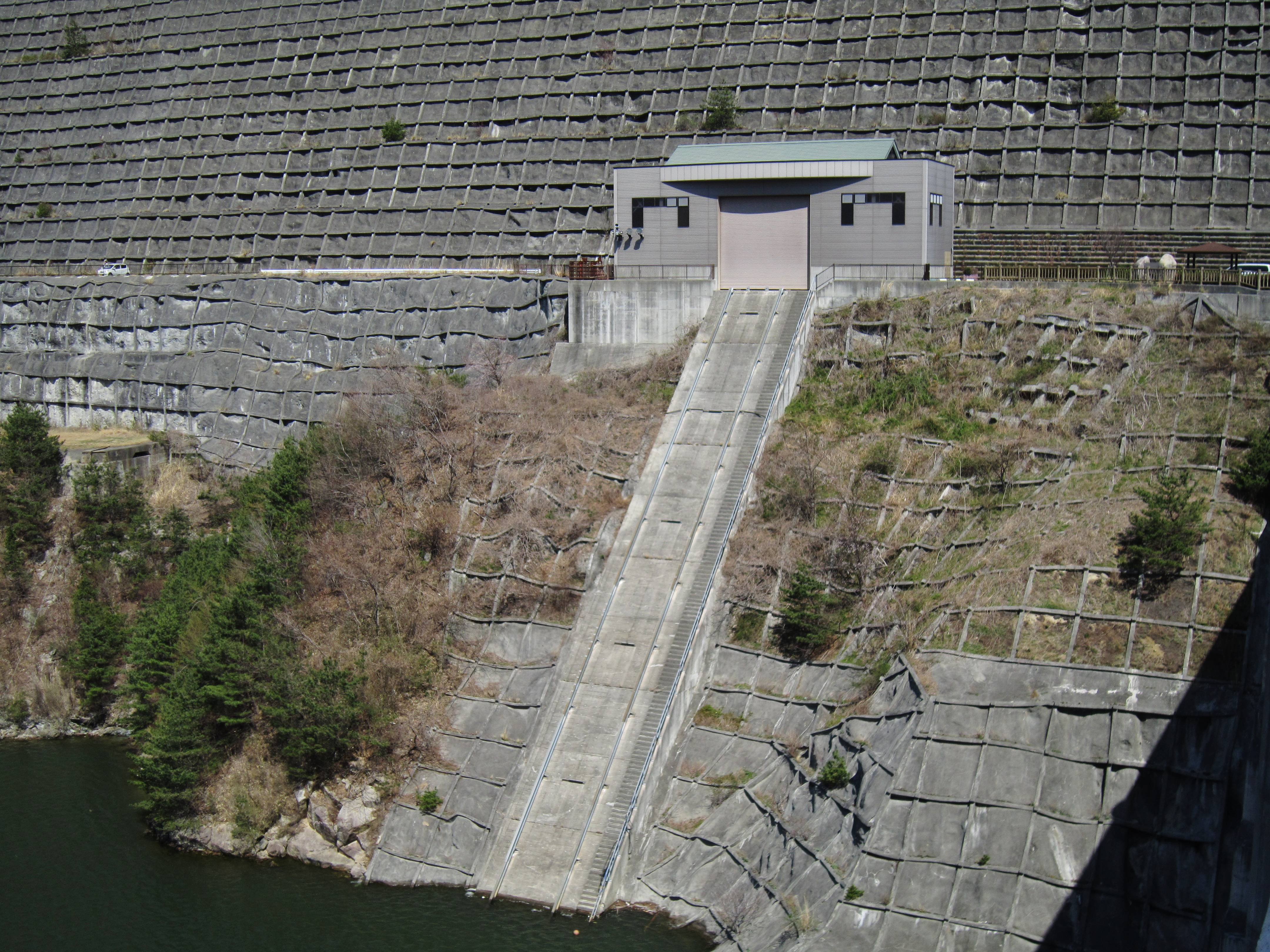
小玉ダム艇庫
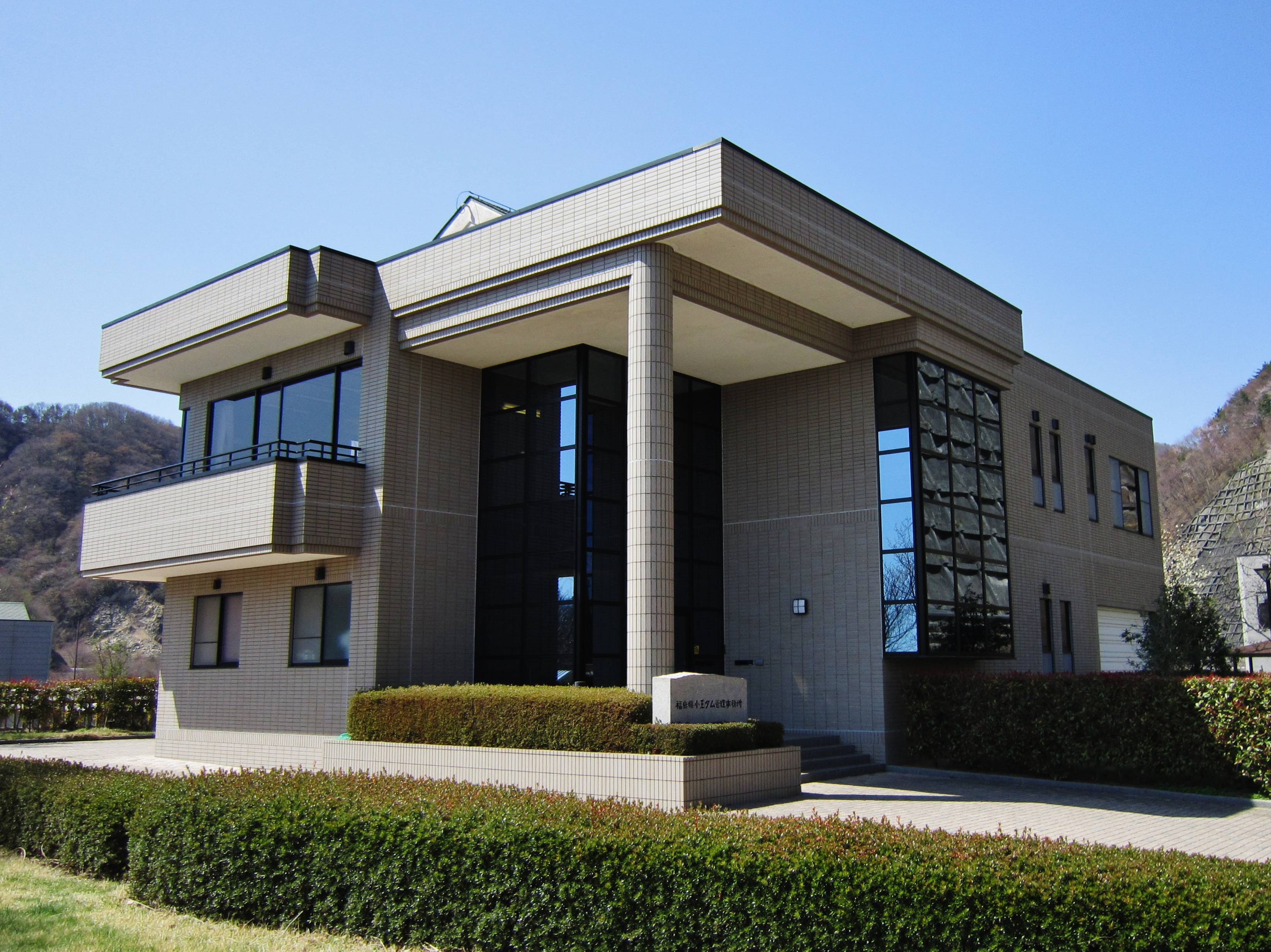
小玉ダム管理所
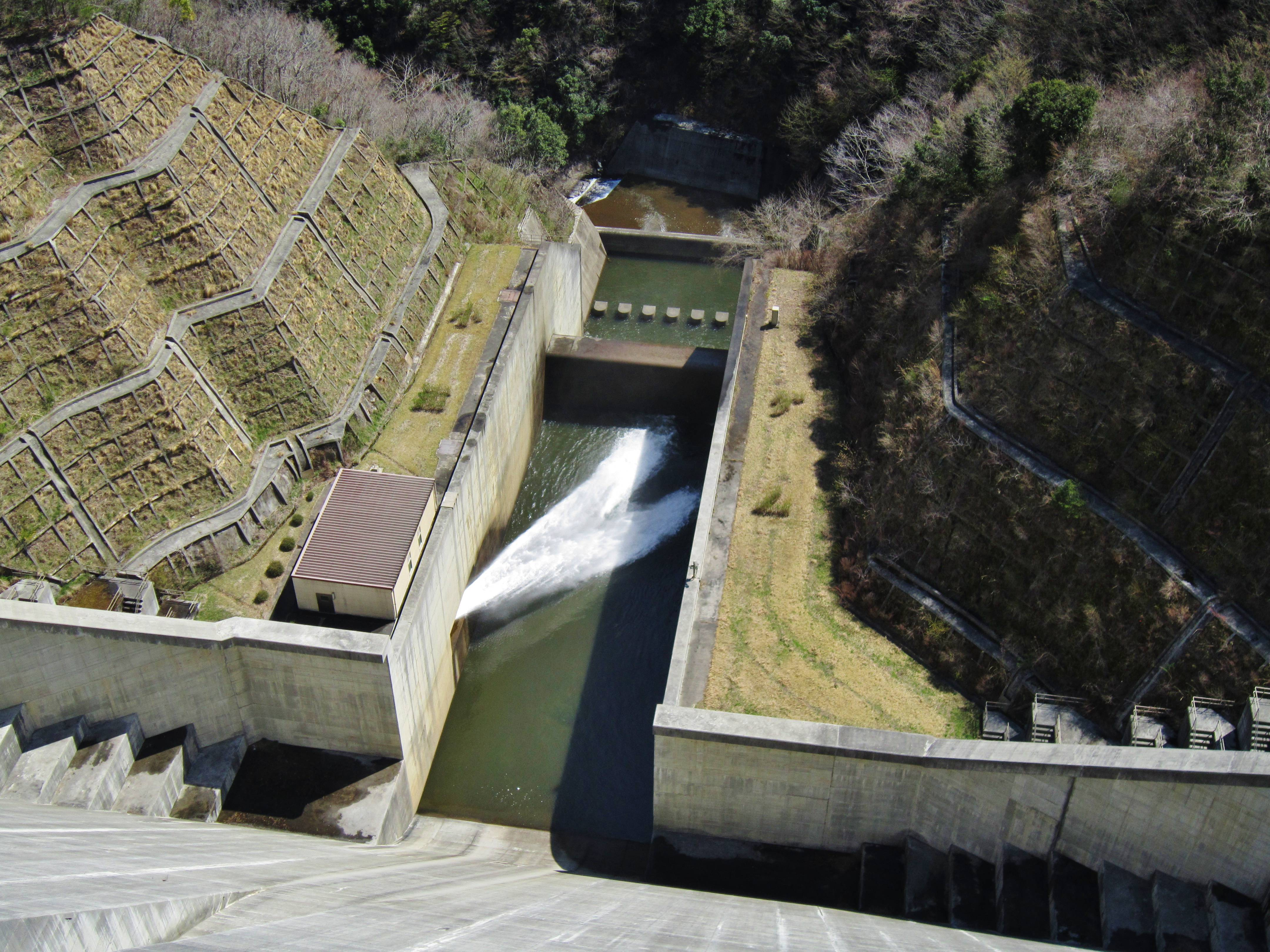
小玉ダム減勢工
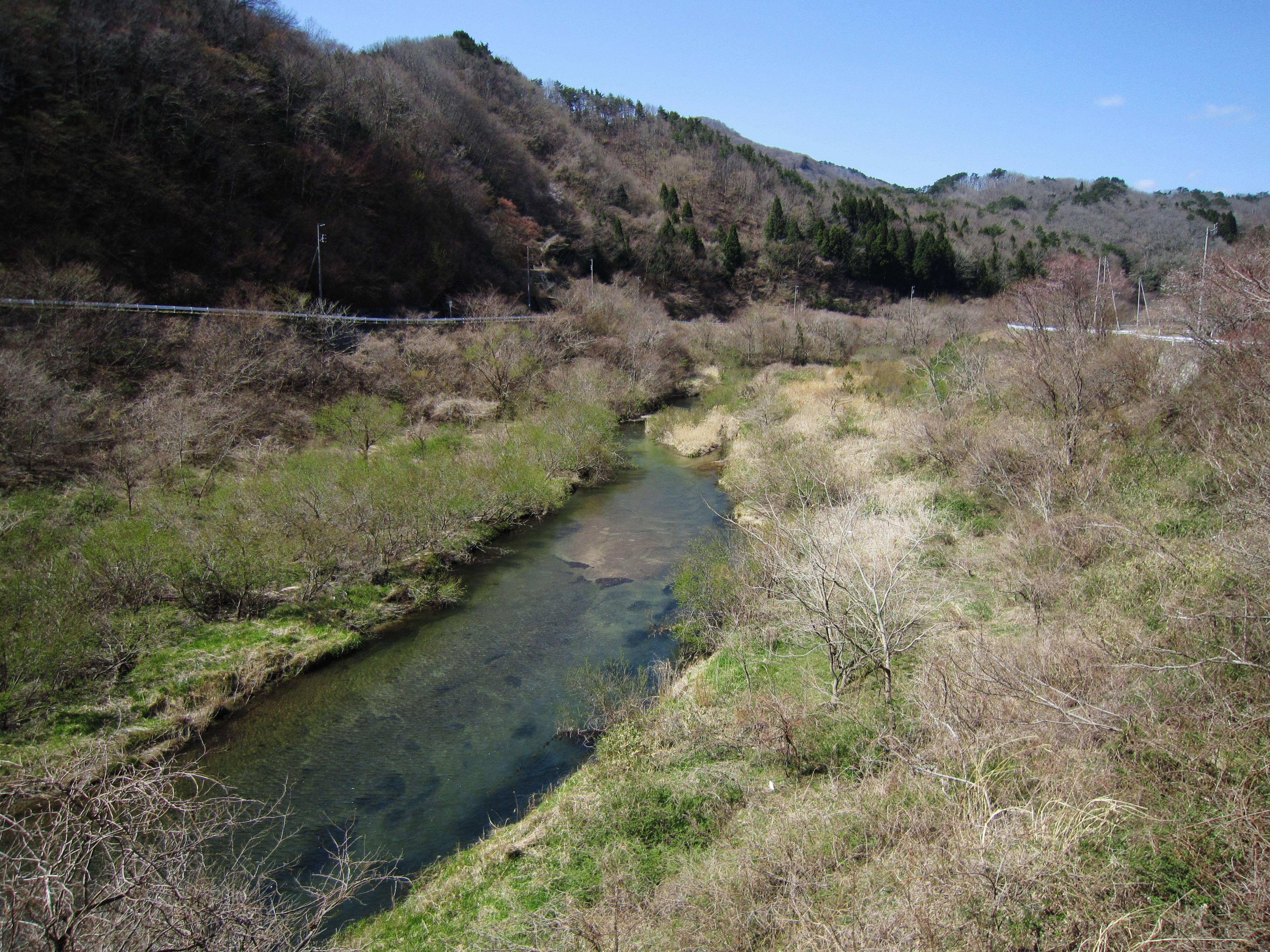
小玉ダム親水ゾーン
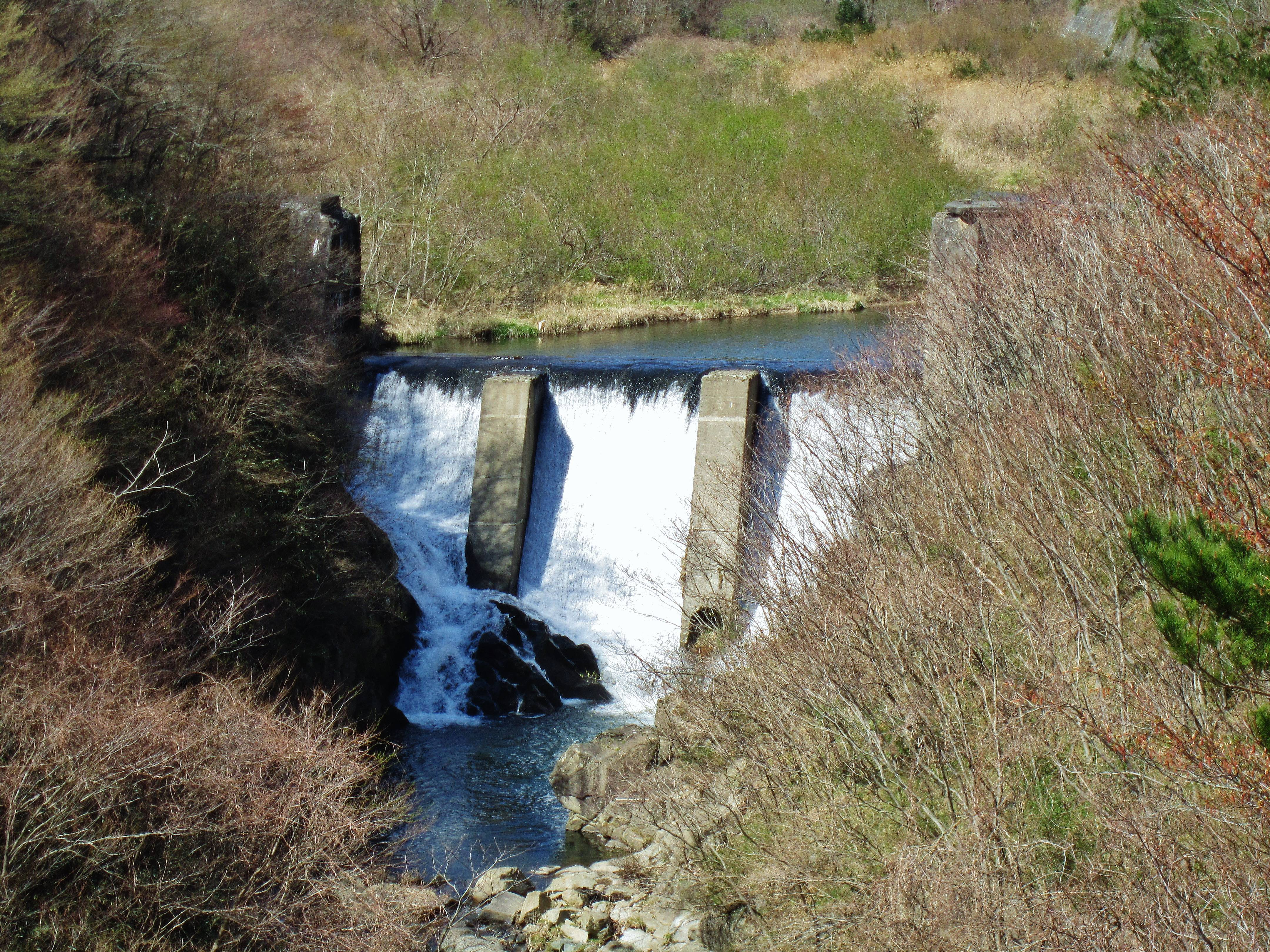
小玉ダム親水ゾーンにある遺構
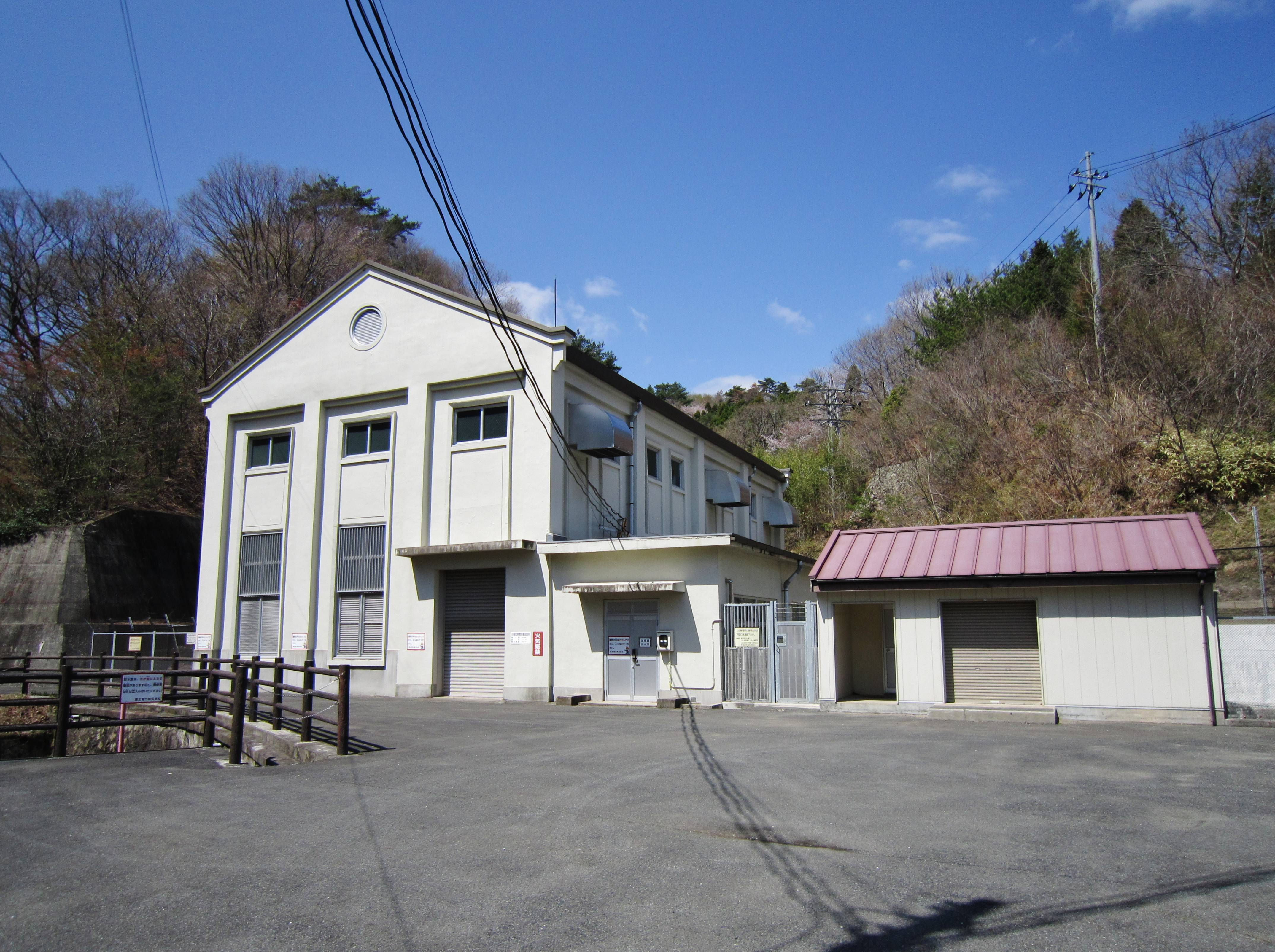
小玉川第一発電所
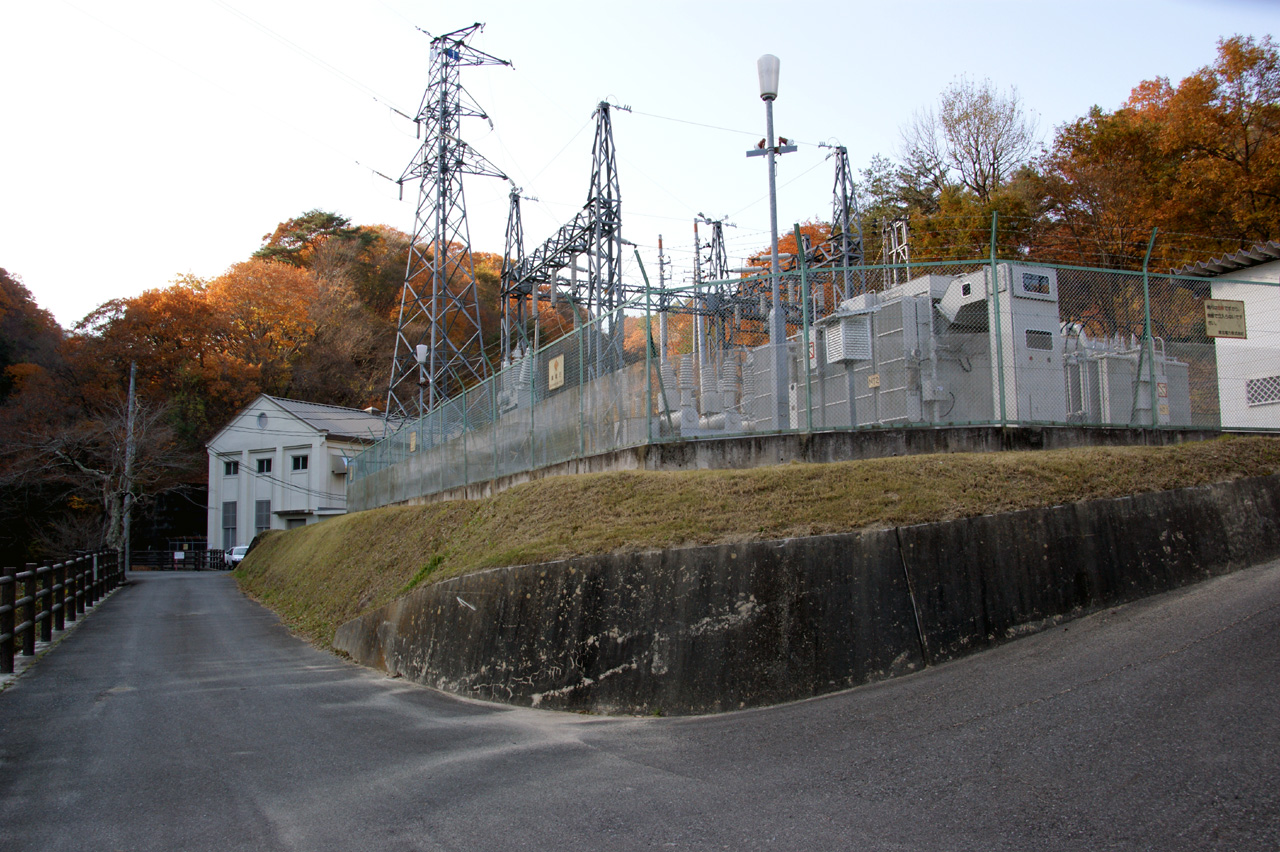
小玉川第一発電所変電施設
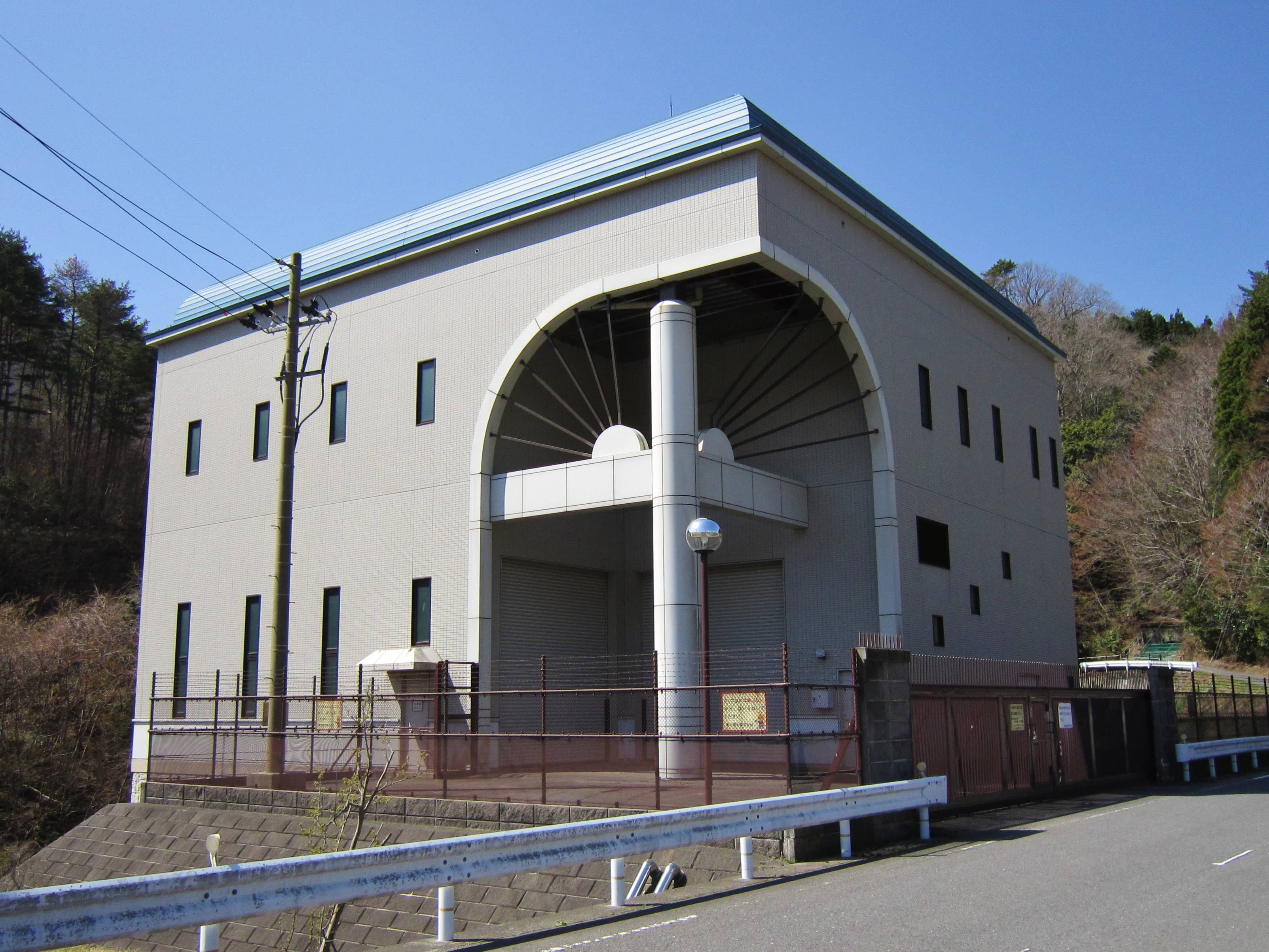
小玉川第二発電所
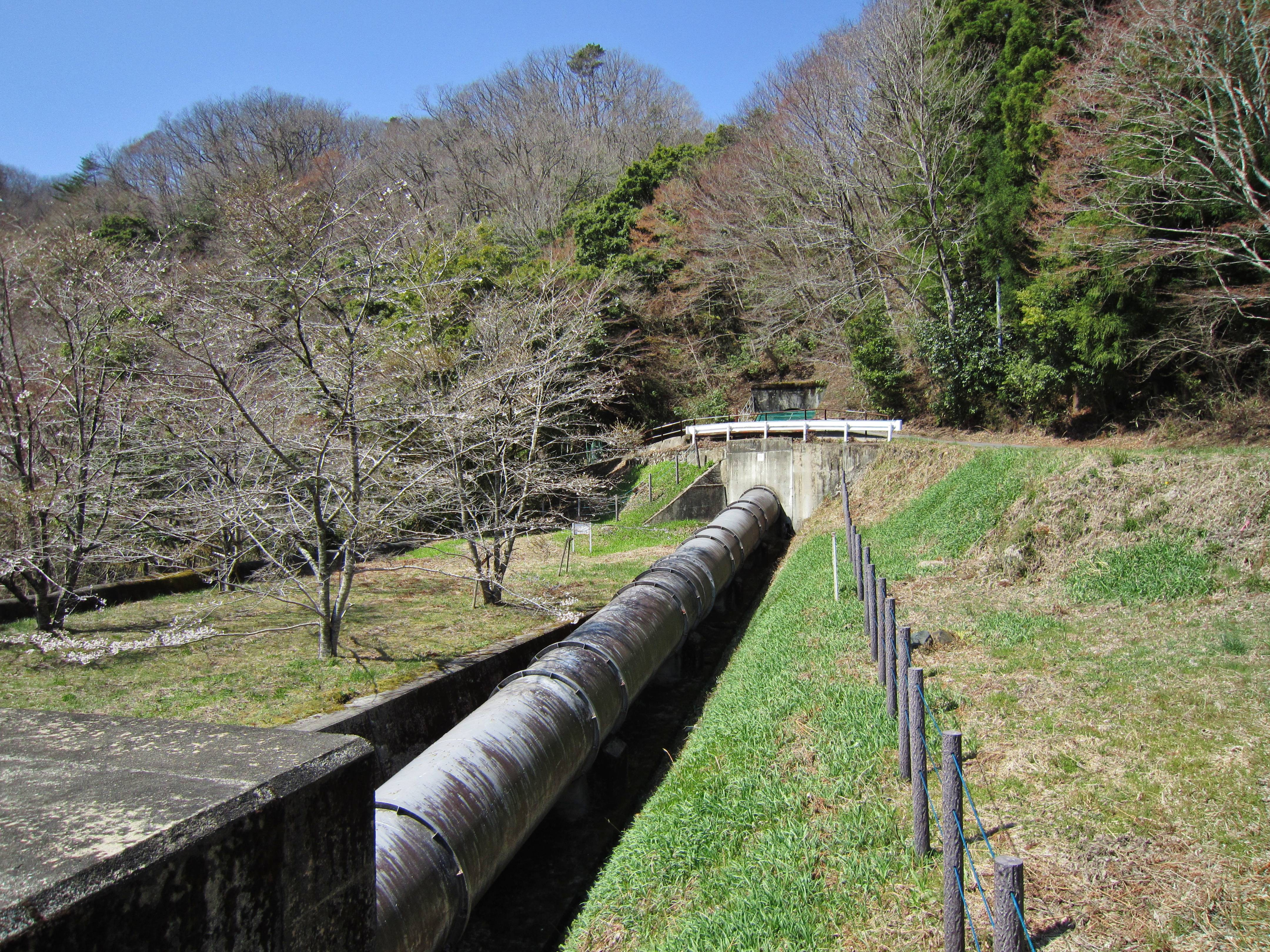
小玉川第二発電所水圧鉄管
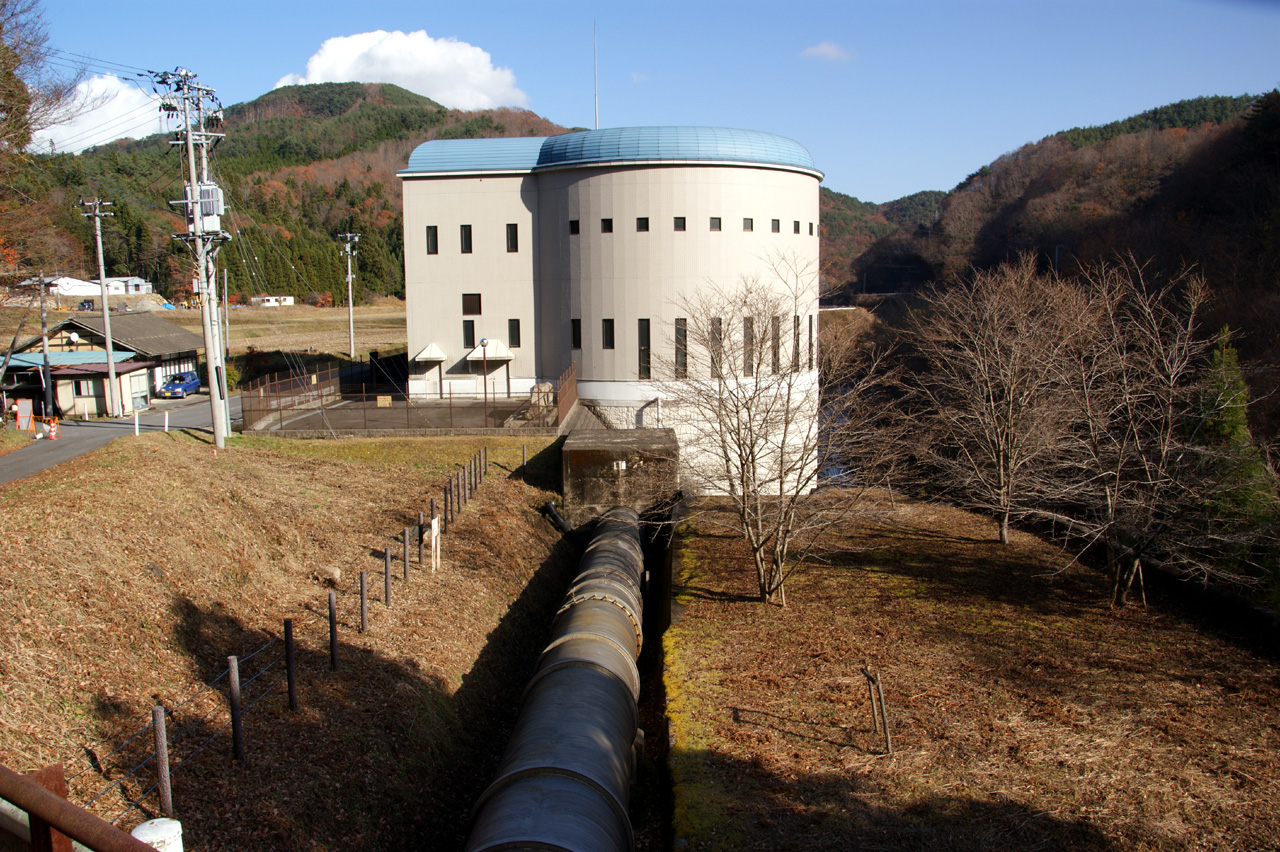
小玉川第二発電所水圧鉄管
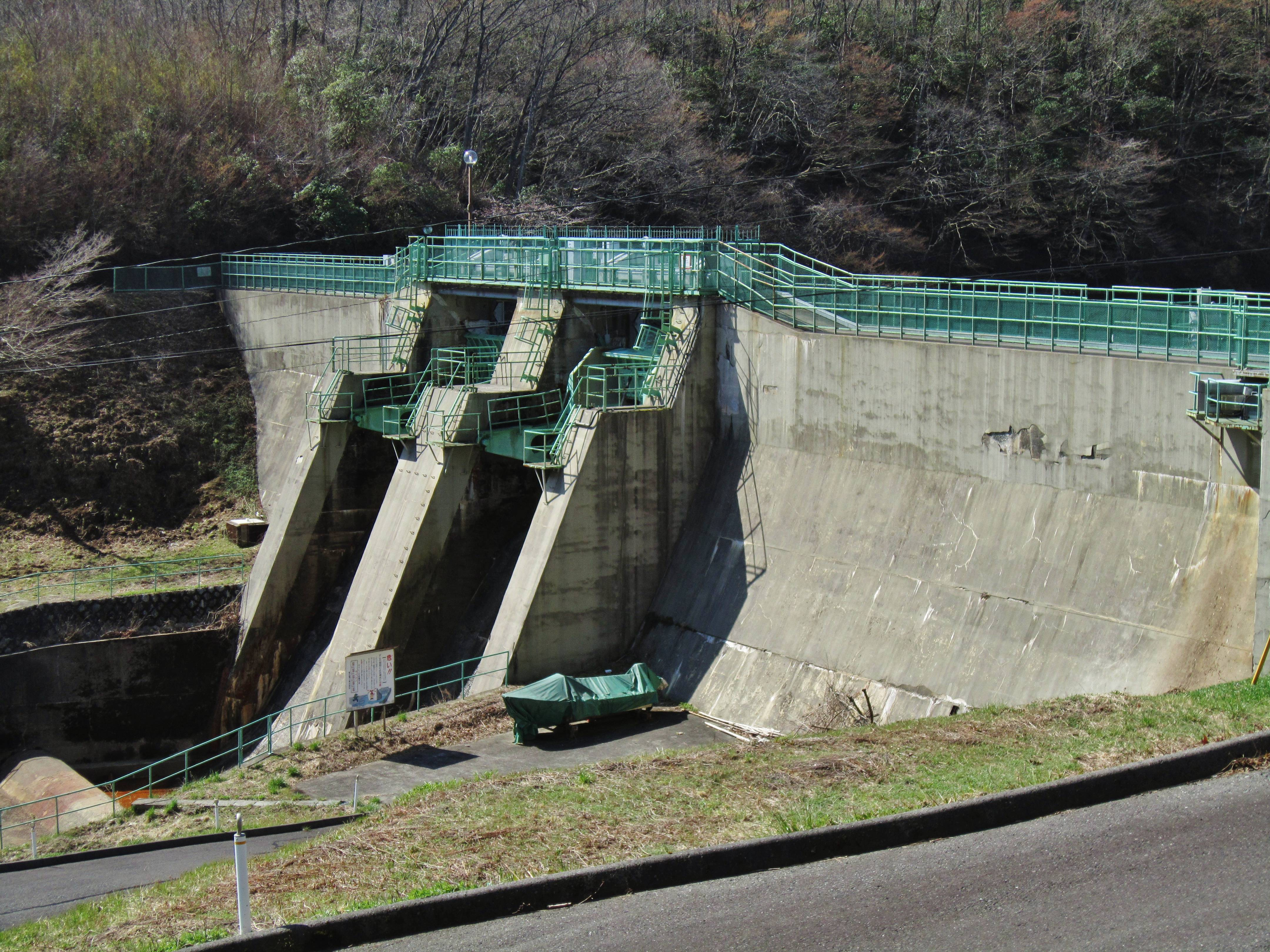
小玉川第二発電所ダム
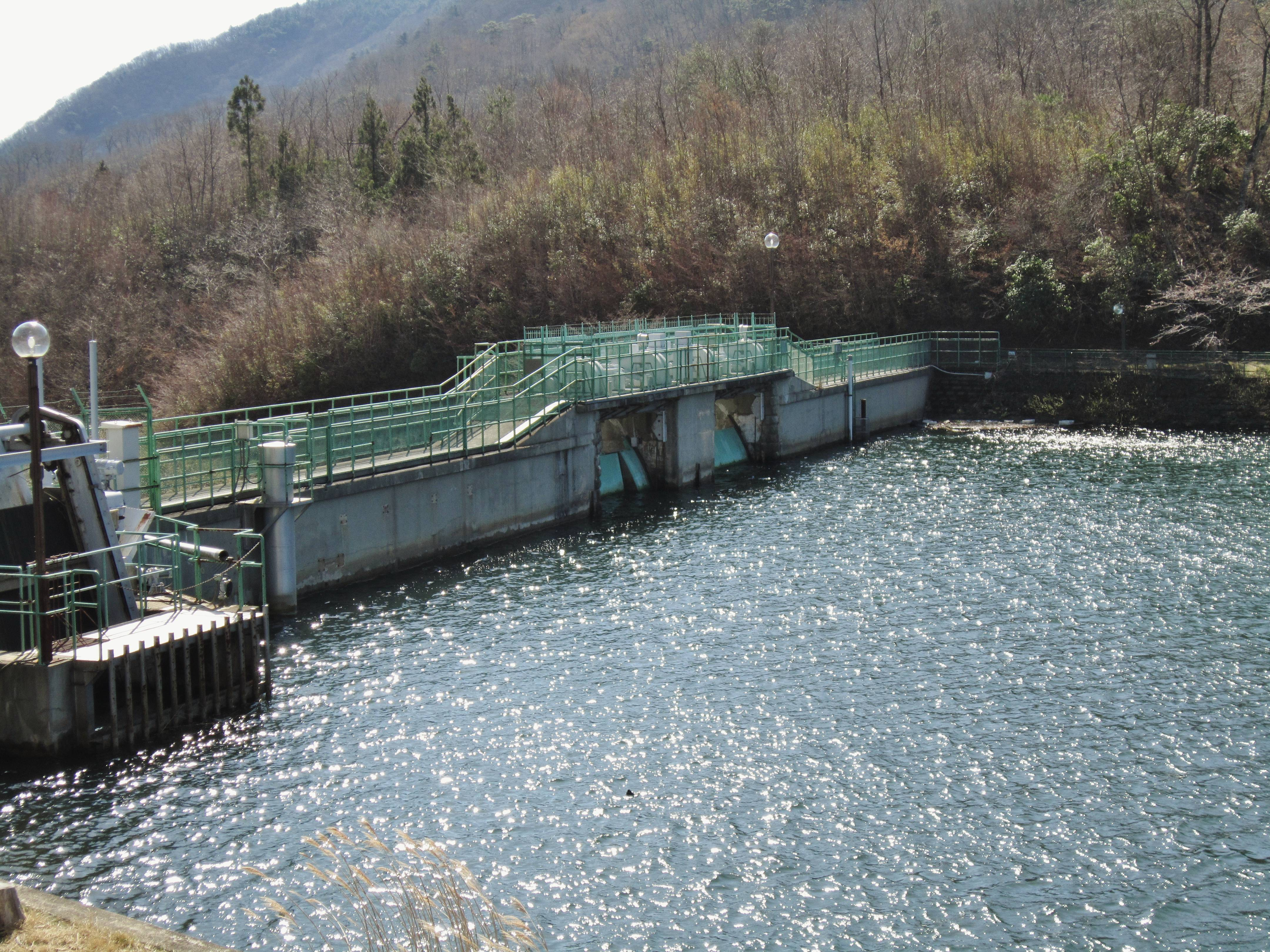
小玉川第二発電所ダム上流側
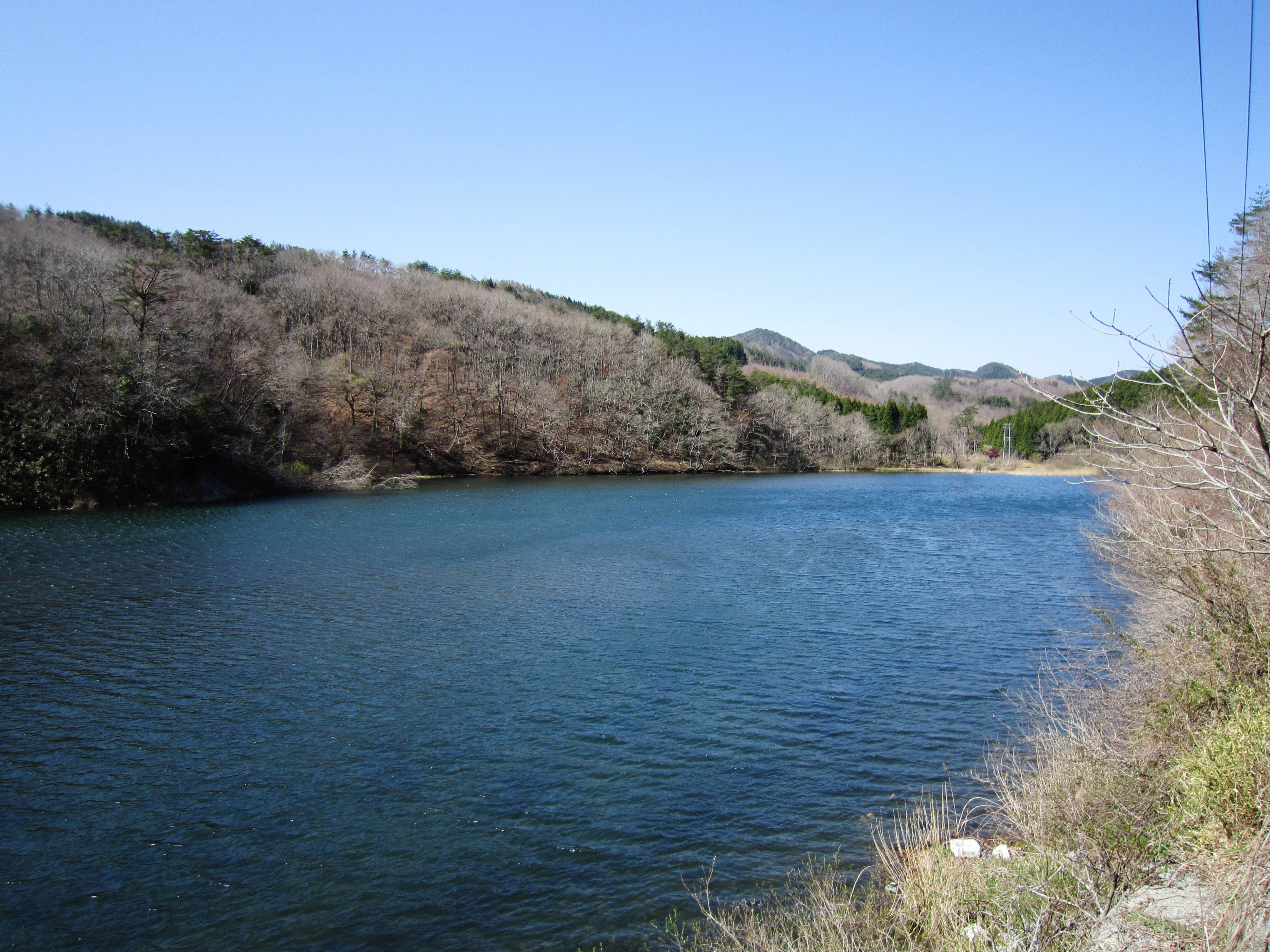
小玉川第二発電所ダム湖

中根大橋
- 全長：89.0m
- 幅員：7.0m
- 形式：下路式鋼曲弦トラス橋
- 竣工：1987年度[15]

小玉大橋
- 全長：81.15m
- 幅員：7.0m
- 形式：下路式鋼曲弦トラス橋
- 竣工：1990年度

小川町西小川から高萩に跨がり、いわき市道明神平家ノ前線を通す。小玉ダム建設に伴い水没区間付替のために建設された。ダム景観に考慮され、曲弦トラス橋が2橋連なっている。小玉大橋の総工費は3億8100万円。